# توماس تاوارس
توماس تاوارس (انگلیسی: Tomás Tavares؛ زادهٔ ۷ مارس ۲۰۰۱) بازیکن فوتبال اهل پرتغال است.
از باشگاه‌هایی که در آن بازی کرده‌است می‌توان به باشگاه فوتبال بنفیکا اشاره کرد.
وی همچنین در تیم‌های ملی فوتبال زیر ۱۷ سال پرتغال، زیر ۱۸ سال پرتغال، زیر ۱۹ سال پرتغال، و زیر ۲۱ سال پرتغال بازی کرده‌است.

## تیم ملی
تاوارس ملی‌پوش جوانان پرتغال است که نماینده این کشور در رده زیر ۲۱ سال است.
هر چند وی برای تیم‌های ملی پایه پرتغال به میدان می‌رود، اما با توجه به تبارش، شرایط بازی برای تیم ملی فوتبال کیپ ورد را نیز دارد.